# Gueutteville-les-Grès
Gueutteville-les-Grès é uma comuna francesa na região administrativa da Normandia, no departamento de Sena Marítimo. Estende-se por uma área de 4,37 km². Em 2010 a comuna tinha 386 habitantes (densidade: 88,3 hab./km²).